# Ernst Messerschmid
Ernst Willi Messerschmid est un spationaute allemand né le 21 mai 1945.

## Biographie
Ernst Willi Messerschmid est né le 21 mai 1945 à Reutlingen, dans l'ancien État du Wurtemberg. Il est diplômé en 1965 du lycée technique de Stuttgart. Il obtient son diplôme d'études secondaires et fait son service militaire auprès de la Bundeswehr. Il commence à étudier la physique à Tübingen en 1967, poursuit ses études à Bonn à partir de 1971 et est diplômé l'année suivante.
Ernst Messerschmid passe ensuite trois ans à la recherche au Laboratoire européen de recherche en physique nucléaire, le CERN, à Genève. En 1975, il devient assistant de recherche à l'université de Fribourg, où il a obtient son doctorat en 1976. Parallèlement, il a travaillé aux États-Unis au Brookhaven National Laboratory de Long Island, à New York, où il conçoit et construit un accélérateur de particules.
Après un bref entretien au synchrotron à électrons allemand DESY à Hambourg, il rejoint le Deutsches Zentrum für Luft- und Raumfahrt en 1978. Il y découvre un nouveau domaine d'activité à l'Institut des télécommunications d'Oberpfaffenhofen, en Bavière, et mène des recherches dans le domaine de la communication et de la navigation par satellite. En 1983, il est sélectionné comme l'un des astronautes de la première mission allemande Spacelab D-1. Il est envoyé dans l'espace en 1985.
Après son vol spatial, il devient professeur à l'Institut für Raumfahrtsysteme de l'université de Stuttgart. De 2000 à 2004, il dirige le Centre des astronautes européens de Cologne. En janvier 2005, il retourne à l'Université de Stuttgart pour enseigner sur les sujets de l'astronautique et des stations spatiales. 

## Vols réalisés
Ernst Messerschmid a réalisé un unique vol en tant que spécialiste de charge utile, le 30 octobre 1985, à bord du vol Challenger STS-61-A, passant plus de 168 heures dans l'espace.